# Chyliza semiornata
Chyliza semiornata är en tvåvingeart som beskrevs av Verbeke 1952. Chyliza semiornata ingår i släktet Chyliza och familjen rotflugor.
Artens utbredningsområde är Rwanda. Inga underarter finns listade i Catalogue of Life.